# Skoki do wody na Letnich Igrzyskach Olimpijskich 2000 – wieża 10 m synchronicznie kobiet
Wieża 10 m synchronicznie kobiet – jedna z konkurencji rozgrywanych w ramach skoków do wody, podczas letnich igrzysk olimpijskich w 2000. Finał w tej konkurencji rozegrano 28 września, do niego zostało zgłoszonych 8 zespołów liczących po dwie zawodniczki każdy.
Zawody w tej konkurencji wygrały reprezentantki Chin Li Na i Sang Xue. Drugą pozycję zajęły zawodniczki z Kanady Emilie Heymans i Anne Montminy, trzecią zaś reprezentujące Australię Rebecca Gilmore i Loudy Tourky.

## Wyniki
| Miejsce | Zawodniczki                                  | Państwo                  | Wynik  |
| ------- | -------------------------------------------- | ------------------------ | ------ |
| 01 !    | Li Na Sang Xue                               | Chińska Republika Ludowa | 345,12 |
| 02 !    | Emilie Heymans Anne Montminy                 | Kanada                   | 312,03 |
| 03 !    | Rebecca Gilmore Loudy Tourky                 | Australia                | 301,50 |
| 4.      | Marion Reiff Anja Richter-Libiseller         | Austria                  | 294,00 |
| 5.      | Jenny Keim Laura Wilkinson                   | Stany Zjednoczone        | 291,42 |
| 6.      | Jewgienija Olszewskaja Swietłana Tymoszynina | Rosja                    | 288,30 |
| 7.      | Odile Arboles-Souchon Julie Danaux           | Francja                  | 277,14 |
| 8.      | María José Alcalá Azul Almazán               | Meksyk                   | 264,30 |